# Zingiber ultralimitale
Zingiber ultralimitale là một loài thực vật có hoa trong họ Gừng. Loài này được Marlina Ardiyani và Axel Dalberg Poulsen miêu tả khoa học đầu tiên năm 2017.

## Mẫu định danh
Mẫu định danh: Newman M.F. 2552; là cây trồng tại Vườn Thực vật Hoàng gia Edinburgh số RBGE 20091017*A, mẫu cây nở hoa được đánh số ngày 12 tháng 6 năm 2013, nguyên được thu thập ở cao độ 340 m, tọa độ 5°2′32″N 119°44′9″Đ / 5,04222°N 119,73583°Đ, Vườn quốc gia Bantimurung, dọc đường trục Maros–Soppeng, huyện Maros, tỉnh Nam Sulawesi, Indonesia. Mẫu holotype lưu giữ tại Trung tâm Nghiên cứu Sinh học Indonesia tại Cibinong (BO), mẫu isotype lưu giữ tại Vườn Thực vật Hoàng gia Edinburgh (E).

## Từ nguyên
Tính từ định danh ultralimitale (giống đực / giống cái: ultralimitalis) là tiếng Latinh có nghĩa là "vượt ra ngoài ranh giới", đề cập đến sự xuất hiện của loài này ở phía đông đường Wallace, đường phân chia giữa hai khu vực sinh thái là Indomalaya và Wallacea.

## Phân bố
Loài đặc hữu miền nam đảo Sulawesi, Indonesia. Môi trường sống là vách đá vôi và đá tảng trong rừng, vùng đất thấp, cao độ khoảng 300 m. Trong năm đầu tiên trồng ở Edinburgh, người ta phát hiện ra rằng loài này có thời gian ngủ hè khi mùa khô bắt đầu, trong đó nó sống hoàn toàn ngầm dưới lòng đất.

## Phân loại
Các lá bắc xếp lợp lỏng lẻo được tìm thấy trong tổ Cryptanthium ở phía tây đường Wallace ở châu Á. Một số loài thuộc tổ Cryptanthium giống với Z. ultralimitale là Z. nanlingensis từ Trung Quốc với cùng kiểu sắp xếp của cụm hoa và hoa màu vàng nhưng nhị lép không rời với cánh môi; Z. liangshanense, cũng từ Trung Quốc, với các nhị lép rời nhưng có cánh môi màu tía; và Z. chrysanthum từ Nepal với các thùy tràng hoa màu đỏ tươi. Z. ultralimitale khác biệt về mặt hình thái so với các loài khác trong tổ Zingiber do có sự sắp xếp lá bắc như của tổ Cryptanthium.
Tuy nhiên, phân tích phát sinh chủng loài từ các dữ liệu trình tự từ Bộ đệm Phiên mã Nội bộ (ITS) dẫn đến kết quả là một cột chính chưa dung giải trong cây phát sinh chủng loài của chi Zingiber, trong đó Z. ultralimitale được hỗ trợ tốt như là thành viên thuộc tổ Zingiber với quan hệ họ hàng gần với Z. zerumbet. Ngoài ra, các hạt phấn hoa của Z. ultralimitale có hình cầu với kiểu chạm trổ như vỏ não - một đặc trưng của tổ Zingiber. Vì thế, cá tác giả đã xếp Z. ultralimitale vào tổ Zingiber.

## Mô tả
Cây thân thảo sống trong kẽ đá. Thân rễ phân nhiều nhánh, đường kính 5–8 mm, vỏ màu nâu, ruột màu ánh vàng, vị giống như Z. officinale nhưng rất đắng; các rễ có củ hình elipxoit không đều, tới 2,5 × 1,5 cm, mặt cắt ngang màu trắng, vị như khoai tây. Chồi lá mọc thành cụm lỏng lẻo với tối đa 5 thân giả, cách nhau 2–4 cm, cao đến 40–75 cm, với 9–12(–20) lá. Phần gốc của chồi lá đường kính tới 9 mm, màu trắng đến nâu ánh vàng. Các bẹ màu xanh lục sáng đến xanh lục vừa, có lông mịn nhiều hay ít, đặc biệt là gần mép và đỉnh. Lưỡi bẹ dài đến 8 mm, dạng màng, khía răng cưa đến ít nhất một nửa chiều dài của nó, có lông áp ép rải rác, màu xanh lục nhạt. Cuống lá dài 2–9 mm, mặt trên có rãnh, mặt dưới có lông áp ép, đặc biệt ở nửa dưới. Phiến lá hình trứng đến hình trứng hẹp,  9–18 × 3,5–5,5 cm, hơi uốn nếp, mặt trên màu xanh lục ánh vàng và nhẵn nhụi, mặt dưới màu xanh lục nhạt và thưa lông áp ép, đặc biệt gần gân giữa, đáy thuôn tròn khi tươi, hình nêm đến cắt cụt khi khô, đỉnh nhọn thon dài. Cụm hoa thẳng đứng, dài đến 16 cm, mọc gần gốc của chồi lá, với 9–12 hoa, mỗi lần nở 1 hoa nở vào buổi sáng muộn. Cuống cụm hoa dài 3–6 cm với 4 lá bắc bao cuống, lá bắc phía trên dài nhất đến 4,5 cm, rải rác lông mịn. Cành hoa bông thóc dài tới 10,5 cm. Các lá bắc sắp xếp lỏng lẻo ở một góc với trục cành hoa, cách nhau ~5 mm để lộ ra trục cành hoa màu xanh lục vừa, mỗi lá bắc đỡ 1 hoa, lá bắc thấp nhất ~4,5 × 1,7 cm, màu xanh lục nhạt trong mờ, hơi sẫm hơn về phía đỉnh, với các gân chéo và mép như thủy tinh có thể thấy rõ, đỉnh của các lá bắc phía dưới nhọn thon, các lá bắc phía trên với đỉnh uốn ngược, các phần phụ hình dùi dài 6–8 mm (tương tự phiến lá tiêu giảm), có lông rung mịn đặc biệt gần mép và đỉnh, bên trong nhẵn nhụi. Lá bắc con gần dài bằng lá bắc, dài hơn đài hoa, đến 4,6 × 1,3 cm (khi ép dẹt), chẻ tới đáy, mép bện xoắn, màu kem trong mờ ở đáy và trở thành màu xanh lục về phía đỉnh, có lông rải rác ở gần mép và dọc theo gân, bên trong nhẵn nhụi. Đài hoa dài ~2,6 cm, hình ống với đường chẻ ở nửa trên, dạng màng, màu kem trong mờ, 3 răng nhỏ ở đỉnh, có lông tơ ở đỉnh. Ống tràng hoa dài ~3,5 cm, màu trắng ở đáy, trở thành màu vàng nhạt ở đỉnh; thùy tràng lưng hình trứng hẹp, hơi lõm vào, ~3,4 × 1,2 cm, màu vàng cam nhạt; các thùy tràng bên hình trứng hẹp, ~2,5 × 0,7 cm, hợp sinh ~3 mm với đáy cánh môi, màu vàng cam nhạt. Cánh môi hình trứng ngược, ~3,5 × 3–3,5 cm, thùy giữa ~3,5 × 2–2,5 cm, chẻ đôi, có vết chẻ ~8 mm, hai nửa hơi rẽ ra và uốn ngược, nhẵn nhụi, màu vàng cam nhạt. Các nhị lép bên (thuỳ bên cánh môi) dạng cánh hoa, ~2 × 0,8 cm, nhạt màu hơn cánh môi và rời với nó. Nhị dài ~3 cm, chỉ nhị khác biệt, dài ~0,3 cm, màu vàng cam nhạt, bao phấn ~1,5 cm, mào dài 1,3–1,6 cm (khi kéo giãn), bao quanh vòi nhụy, cong vào, màu cam nhạt. Mô vỏ bao phấn mở dọc theo toàn bộ chiều dài của chúng, màu trắng. Vòi nhụy màu vàng nhạt. Đầu nhụy hình ống với lỗ nhỏ có lông rung hướng xuống dưới, chứa một giọt nhỏ, được giữ bởi mào bao phấn; tuyến trên bầu 2, hình dùi, dài 4 mm, màu vàng nhạt. Bầu nhụy ~4 × 3 mm, 3 ngăn, đôi khi không hoàn hảo, với noãn đính trụ, noãn ~25–30, màu xanh lục-vàng nhạt. Không thấy quả. Ra hoa tháng 5-6 trong gieo trồng.